# Rezerwat przyrody Suchá Belá

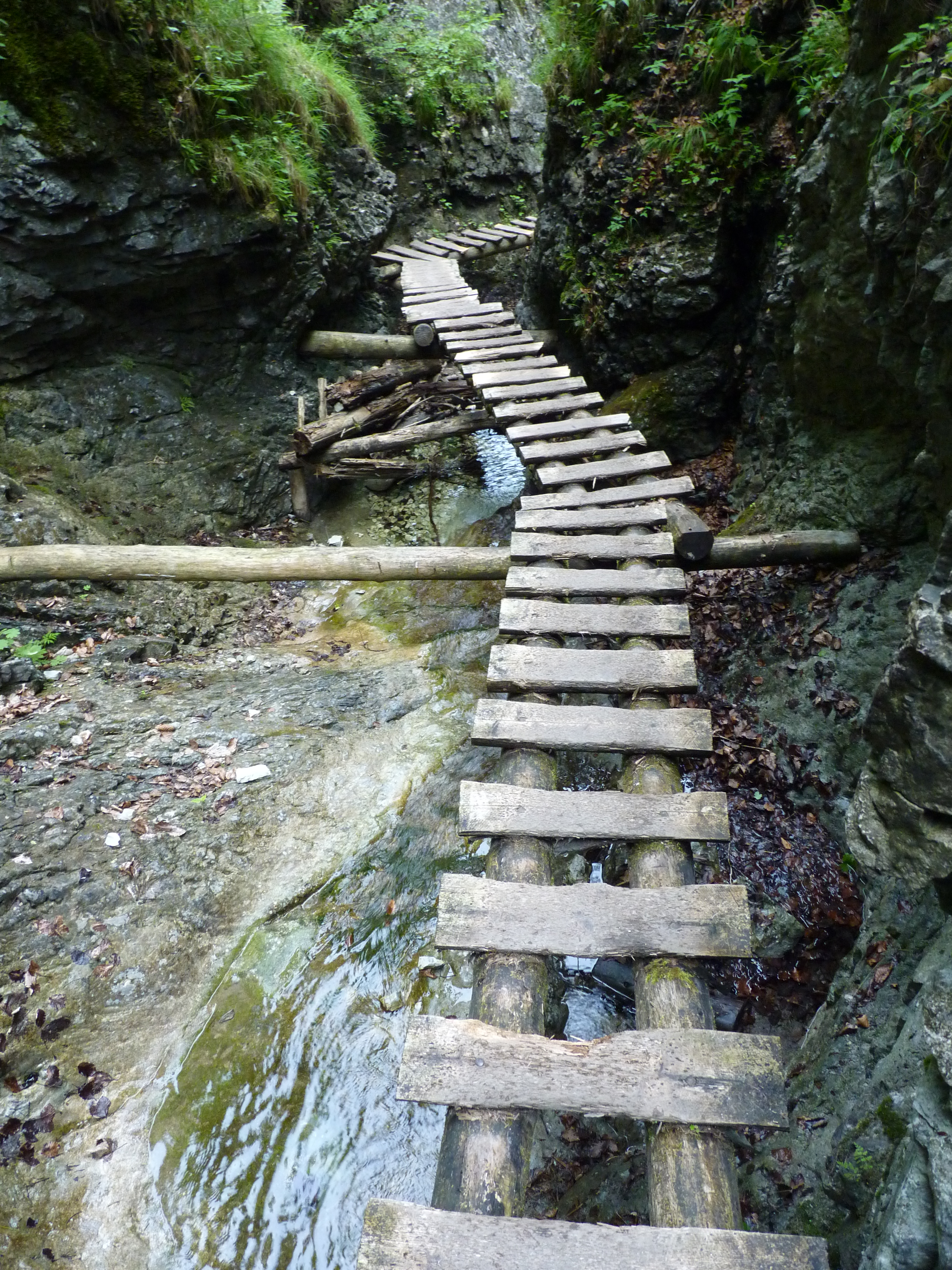
Misové vodopády

Rezerwat przyrody Suchá Belá (słow. Národná prírodná rezervácia Suchá Belá) – rezerwat przyrody w północno-zachodniej części grupy górskiej Słowacki Raj, na Słowacji. Powierzchnia: 153,52 ha. Leży w całości w granicach Parku Narodowego Słowacki Raj.

## Położenie
Tereny objęte rezerwatem leżą w katastrze wsi Hrabušice w powiecie Nowa Wieś Spiska, w kraju koszyckim, w granicach krainy historycznej Spisz. Obejmują wapienną, krasową dolinę Suchá Belá długości ok. 4 km wraz z jej obrzeżami.

## Flora i fauna
Obszar rezerwatu porasta naturalnie zachowany na stromych zboczach las sosnowy oraz bogaty kompleks roślinności wapieniolubnej. Występuje tu również szereg chronionych gatunków roślin i zwierząt. Duży wpływ na bogactwo flory ma inwersja termiczna. Zimno- i wilgociolubne gatunki występują przy dnie wąwozu, podczas gdy ciepłolubne zasiedlają tereny wzdłuż jego górnych krawędzi.

## Historia
Od 1964 r. wąwóz był chroniony jako pomnik przyrody (słow. chránený prírodný výtvor). Od 30 października 1976 r. państwowy rezerwat przyrody (słow. štátna prírodná rezervácia), natomiast od 1995 r. narodowy rezerwat przyrody (słow. národná prírodná rezervácia).

## Cel ochrony
Zadaniem rezerwatu jest ochrona terenu charakteryzującego się wyraźnymi formami geomorfologicznymi (wąwóz o stromych wapiennych ścianach i zboczach z wieloma zjawiskami krasowymi – skalnymi oknami, kotłami eworsyjnymi, skalnymi stopniami i wodospadami) wraz z występującymi tu zbiorowiskami roślinnymi i zespołami zwierzęcymi. 

## Turystyka
W górę wąwozu wiedzie jednokierunkowy, zielono  znakowany szlak turystyczny. Suchá Belá jest najczęściej odwiedzanym przez turystów wąwozem Słowackiego Raju.